# 柳粛
柳 粛（りゅう しゅく、554年 - 615年）は、北周から隋にかけての政治家。字は匡仁。本貫は河東郡解県。柳慶の子。柳機の弟。

## 経歴
北周の斉王宇文憲の下で文学をつとめ、武帝に才能を見出されて、宣納上士とされた。580年、楊堅が北周の丞相となると、召されて賓曹参軍となった。581年、隋が建国されると、太子洗馬に任ぜられた。南朝陳の使者の謝泉が隋に来朝すると、柳粛は学問的見識を買われてその接待にあたり、弁才を賞賛された。太子内舎人となり、太子僕に転じた。太子楊勇が廃位されると、柳粛も連座して官爵を剥奪され、庶民に落とされた。大業年間、段達が柳粛の無罪を主張して煬帝もこれを認め、柳粛は礼部侍郎の代行として再び起用された。工部侍郎に転じ、煬帝に親任された。煬帝が高句麗に親征すると、柳粛は涿郡留守を任された。615年、死去した。享年は62。

## 伝記資料
- 『隋書』巻47 列伝第12